# 濟州耳介
濟州耳介（学名：Aurila chejuensis）为半花介科耳介屬下的一个种。